# Nur Tatar
Nur Tatar, född 16 augusti 1992 i Van i Turkiet, är en turkisk taekwondoutövare. Hon vann en silvermedalj i damernas 67 kilos-klass i OS 2012 i London. Vid olympiska sommarspelen 2016 i Rio de Janeiro vann hon en bronsmedalj i 67 kilos-klassen.